# Rood kwikzilver
Rood kwikzilver, rood kwik of red mercury (Russisch: красная ртуть; krasnaja rtoet) is een substantie waarvan het bestaan nog nooit is aangetoond, maar waarvan sinds eind jaren 80 van de twintigste eeuw verhalen rondgaan dat het een in de voormalig Sovjet-Unie ontwikkeld zeer explosief materiaal zou zijn. De piek van deze broodjeaapverhalen lag rond 1992.
Er gaan verschillende verhalen rond over de samenstelling van rood kwikzilver:
- Het zou een codenaam zijn voor hoog verrijkt uranium of plutonium.

- Het zou gaan om het kwik-antimonium-oxide Hg2Sb2O7, dat door blootstelling aan ioniserende straling in een kernreactor in een bijzondere aggregatietoestand is gebracht, waardoor het in een roodgekleurde gel met een zeer hoge soortelijke massa (ongeveer 20 kg / dm3) zou zijn getransformeerd. Deze substantie zou in chemisch opzicht metastabiel zijn en een conventioneel explosief van ongekende kracht vormen. De explosieve kracht van rood kwikzilver zou zo groot zijn dat deze voldoende druk oplevert om een kleine hoeveelheid tritium tot kernfusie te brengen. Dit zou de mogelijkheid openen tot het fabriceren van een waterstofbom of neutronenbom van zakformaat.

- Volgens een andere theorie (of een afwijkende versie van de vorige theorie) zou rood kwikzilver een sterke bron van neutronen zijn, die het mogelijk zou maken de voor een waterstof- of neutronenbom benodigde kritische massa te verminderen.

Volgens de laatste twee theorieën zouden de Amerikanen weliswaar tevergeefs gewerkt hebben aan de vervaardiging van een dergelijk explosief, maar zouden sovjetgeleerden wel hierin geslaagd zijn en zou Rusland beschikken over een zekere voorraad van dit materiaal. 
Na de arrestatie van een aantal personen in Engeland in september 2004 op verdenking van een poging tot aankoop van een kilo rood kwikzilver voor £300.000,— verklaarde een zegsman van het Internationaal Agentschap voor Atoomenergie (IAEA) dat rood kwikzilver niet bestaat. Ook andere deskundigen, zowel in het Westen als in Rusland, doen de verhalen rond rood kwikzilver af als een hoax en stellen dat het een bijnaam is van kwikoxide. 